# Tubifex sabellaris
Tubifex sabellaris är en ringmaskart som beskrevs av Müller 1788. Tubifex sabellaris ingår i släktet Tubifex och familjen Maldanidae. Inga underarter finns listade i Catalogue of Life.